# Beilschmiedia pergamentacea
Beilschmiedia pergamentacea är en lagerväxtart som beskrevs av C.K. Allen. Beilschmiedia pergamentacea ingår i släktet Beilschmiedia och familjen lagerväxter. Inga underarter finns listade i Catalogue of Life.